# المخطوف (فلم 1960)
المخطوف (بالإنجليزية: Kidnapped) هو فيلم من إنتاج أفلام والت ديزني عام 1960 وهو مقتبس من رواية روبرت لويس ستيفنسون الكلاسيكية من 1886 بنفس الاسم. وهو من بطولة بيتر فينش وجيمس ماكارثر، وكان ثاني إنتاجات ديزني لروايات ستيفنسون، أولها جزيرة الكنز. وتضمن هذا الفيلم أول أدوار الممثل بيتر أوتول.

## القصة
في اسكتلندا القرن الثامن عشر، يفتح الشاب ديفيد بالفور (جيمس ماكارثر) رسالة منوالده المتوفى حديثا تطل منه الذهاب إلى بيت شوز، حيث يستقبله عمه البخيل إيبينزر (جون لوري) دون أن يتحمس لمجيئه. حاول إيبينزر أن يدبر حادثا لقتل ابن أخيه. لم يكن ديفيد بكامل حذره، ويرافق عمه إيبينزر ليلتقيا مع بحارا يدعى الكابتن هوزياسون (برنارد لي). يقوم الكابتن بجذب ديفيد على متن سفينته ويقوم بخطفه، وذلك بتحريض من إيبينزر.
في البحر، يدرك ديفيد أنه سيتم بيعه للعبودية. يأتي الضباب الكثيف وتصطدم السفينة مع قارب. الناجي الوحيد من هذا القارب هو ألان بريك ستيوارت (بيتر فينش)، يتم إحضاره على متن السفينة ويدفع أجرة مروره، ولكن الكابتن الجشع يخطط لقتله وأخذ بقية أمواله. يقوم ديفيد بتحذير ألان، ويتغلب الاثنان على طاقم السفينة. ألان يرغم هوزياسون في إنزاله على الشاطئ. تغرق السفينة، ولكن ديفيد تمكن من الوصول إلى اليابسة وحده.
يتعرض ديفد للعديد من المواجهات الخطيرة، ويتم إنقاذه من قبل آلان، الذي تبين أنه يعقوبي مطلوب من قبل السلطات. يتسسل الاثنان من نظر الجنود، ويعودون إلى بيت شوز، حيث يقوم آلان بخداع إيبينزر ليجعله يعترف بجرائمه على مسمع من شاهد خفي، ما سمح لديفد أن يطالب بميراثه.

## الممثلون
- بيتر فينش بدور ألان بريك ستيوارت
- جيمس ماكارثر بدور ديفيد بلفور
- برنارد لي بدور كابتن هوزياسون
- جون لوري بدور إيبينزر بالفور
- نيال ماكجينيس بدور السيد شون
- فينلي كيري بدور كلوني ماكفرسون
- مايلز ماليسون بدور السيد رانكيلور
- دنكان ماكراي بدور الرجل من المرتفعات
- أندرو كروكشانك بدور كولين كامبل
- بيتر أوتول بدور روبن ماكجريجور
- أليكس ماكينزي بدور صاحب المركب
- أوليفر جونستون بدور السيد كامبل
- نورمان ماكوان بدور تينكر
- ايلين واي بدور جينيت كلوستن
- إيدي مارتن بدور المرأة على الجسر (الذي يشتري منها آلان بريك الغليون والتبغ)
- آبي بركر بدور دونالد دو ماكلارين
- ريتشارد إيفانز (غير مسجل) بدور رانسوم، صبي المقصورة

## الاستقبال
بعد إصدار الفيلم الأصلي، أعطى الناقد السينمائي يوجين آرتشر في نيويورك تايمز الفيلم تعليقا سلبيا بقوله: «إما السيد ديزني، الذي أنتج جزيرة الكنز قبل عشر سنوات، فقد لمسته في العقد المنصرم، أو أن الأطفال قد أفسدتهم برامج غانسموك وبيتر غن، ولم يتسلى الجمهور أمس بهذا الفيلم».

## وصلات خارجية
- الموقع الرسمي
- مقالات تستعمل روابط فنية بلا صلة مع ويكي بيانات